# Saint-Éliph
Saint-Éliph är en kommun i departementet Eure-et-Loir i regionen Centre-Val de Loire strax norr om centrala Frankrike. Kommunen ligger i kantonen La Loupe som tillhör arrondissementet Nogent-le-Rotrou. År 2022 hade Saint-Éliph 833 invånare.

## Befolkningsutveckling
Antalet invånare i kommunen Saint-Éliph
Referens:INSEE